# Cotorreta dorsibruna
La cotorreta dorsibruna (Touit melanonotus) és una espècie d'ocell de la família dels psitàcids que habita els boscos de les terres costaneres de l'est del Brasil.